# پژوهش باز
پژوهش باز تحقیقاتی است که بر اساس روح نرم‌افزارهای آزاد و منبع باز صورت می‌گیرند. خیلی شبیه به طرح‌های منبع باز که حول یک منبع کد اجرا می‌شوند که عمومی شده است، موضوع اصلی پژوهش باز شفاف‌سازی روش‌شناسی و در دسترس قراردادن آزاد آن همراه با هر گونه داده یا نتایج استخراج شده یا مشتق شده از آن‌ها از طریق اینترنت است. این موضوع همکاری‌های عظیم توزیع شده را ممکن می‌سازد و هرکسی می‌تواند در هر سطحی در پروژه شرکت کند.
به خصوص اگر تحقیقات ماهیت علمی داشته باشد که به این نوع تحقیقات علم باز نیز اطلاق می‌شود. پژوهش باز همچنین می‌تواند علوم اجتماعی، علوم انسانی، ریاضیات، مهندسی و پزشکی را دربر بگیرد.

## انواع پروژه‌های باز
تفاوت‌های مهمی میان انواع مختلف پروژه‌های باز وجود دارد:
پروژه‌هایی که داده باز را فراهم می‌کنند اما همکاری باز را عرضه نمی‌کنند به عنوان «دسترسی آزاد» تلقی می‌شوند و پژوهش باز به این تحقیقات اطلاق نمی‌شود. عرضه داده باز برای تحقق تحقیق باز لازم است اما شرط کافی برای پژوهش باز نیس زیرا اگر چه داده می‌تواند توسط هر کسی مورد استفاده قرار بگیرد اما نیاز نیست که تحقیقات بعدی به صورت باز صورت بگیرد. برای مثال اگرچه درخواست‌های بسیاری برای تحقیقات همکارانه در در کشف دارو وجود دارد و مقدار زیادی از داده‌ها به صورت باز موجودند پروژه‌های فعال همکارانه باز بسیار کمی در این حوزه وجود دارد.
پروژه‌های جمع سپاری که تعداد زیادی از شرکت کنندگان در آن‌ها به انجام کارهای کوچک می‌پردازند که این کارهای کوچک بعداً ترکیب شده و به یک پروژه بزرگتر منتج می‌شوند به نتایج تحقیقاتی قابل توجهی منتج شده‌اند اما این پروژه‌ها با پژوهش باز که در آن شرکت کنندگان قادر به اعمال نفوذ به جهت کلی تحقیق هستند یا در آن انتظار می‌رود که شرکت‌کنندگان. ورودی‌های خلاقانه داشته باشند متفاوت است.
بیشتر تحقیقات باز داخل گروه‌های پژوهشی از قبل موجود اجرا می‌شوند. داده‌های اولیه تحقیقات ارسال شده‌است که می توند هر کسی به آن داده‌ها چیزی بیفزاید یا تفسیر هر کسی که دارای تخصص لازم است می‌تواند به تلاش‌های همکارانه ملحق شود؛ بنابراین «محصول نهایی» این پروژه (که هنوز هم ممکن است در آینده گسترش یابد یا اصلاح شود) بیشتر از اینکه ناشی از تلاش یک گروه یا فرد باشد از کمک‌های بسیار در چندین گروه تحقیقاتی حاصل می‌شود؛ بنابراین پژوهش باز از این جهت با پژوهش دسترسی باز متمایز می‌شود که خروجی پژوهش باز با گذر زمان مستعد تغییر است.
بر خلاف پژوهش‌های دسترسی باز، پژوهش‌های باز حقیقی باید حائز همکاری برخط زنده باشند. وب سایت‌های پروژه‌ای که از این قابلیت برخوردارند شروع به آغاز کار کرده‌اند.

## کنوانسیونهای کپی رایت
مسائل حق تکثیر با با استفاده از کپی رایت استاندارد (جایی که قابل اجرا باشد) یا انتشار محتوا به مالکیت عمومی یا با انتشار مطالب تحت مجوزهایی همچون مجوز کریتو کامز یا یکی از پروانه‌های عمومی همگانی گنو صورت می‌گیرد.

## نمونه‌ها
در سال ۲۰۰۵ چند نمونه جدید در حوزه تحقیقات بیماری‌های فراموش شده صورت گرفت.
تحقیقات تحقیقات مهندسی و علوم برای حمایت از ایجاد فناوری مطابق با روح منبع باز برای توسعه پایدار برای مدتهای طولانی از اصول تحقیق باز استفاده می‌کنند. تحقیق و پژوهش منبع باز برای توسعه پایدار با دسترسی باز به مرور ادبیات ادبیات، روش تحقیق، داده، نتایج و خلاصه برای مردم معمولی در حال رسمیت یافتن است.
نمونه‌های مبتنی بر ویکی عبارتند از: اپروپدیا،‌های ویکی ورسیتی، سیتیزندیوم، اسکولارپدیا
در حالی که تلاش‌های اولیه برای باز کردن پژوهش در درجه اول با هدف باز کردن حوزه‌هایی مانند داده‌های علمی، روش‌شناسی ها، نرم‌افزار و نشریات شکل گرفته بود در حال حاضر دیگر دیگر مصنوعات جریان کار علمی همچون فراداده علمی و ایده‌های تأمین مالی نیز در حوزه علم باز حل و فصل می‌شوند.
در سال ۲۰۱۳ با افزایش تعداد کاربران و خروجی‌های در دسترس بسترهای تحت وب همچون فیگشیر علم باز به جریان عمده علمی نزدیکتر شد.
جلسه کمیته شفافیت و ارتقاء بازبودن (TOP) در سال ۲۰۱۴ یک عنصر کلیدی از سیستم‌های تشویقی را مورد بررسی قرار داد: رویه مجلات' و سیاست انتشار. این کمیته شامل رهبران رشته‌های مختلف، ویراستاران مجلات، نمایندگان آژانس‌های تأمین مالی و کارشناسان رشته‌های عمدتاً علوم اجتماعی و رفتاری می‌شد. با توسعه استانداردهای مشترک در همه مجلات این کمیته اعلام کرد: امیدواریم که با ترجمه هنجارها و ارزش‌های علمی به اقدامات مشخص و تغییر ساختارهای انگیزه‌ای فعلی رفتار محققان را سمت به بازبودن بیشتر متمایل کنیم. این کمیته گفت که آن‌ها به دنبال تولید دستورالعمل‌هایی هستند که (یک) بر مشترکات در سراسر رشته تکمرکز کند و (ب) مشخص کند که کدام یک از جنبه‌های فرایند پژوهش باید به منظور بررسی، نقد، استفاده مجدد و گسترش در دسترس جامعه قرار بگیرد. کمیته افزود که رهنمودها با هدف کمک به بهبود سیاست‌های مجلات به منظور کمک به شفافیت، بازبودن و تکرارپذیری و «ظهور بیشتر علم در اعمال روزانه و در نهایت بهبود اعتماد عمومی به خود علم.»